# تيت ستيفنز
تيت ستيفنز (بالإنجليزية: Tate Stevens)‏ هو مغني أمريكي، ولد في 1 مارس 1975 في ميزوري في الولايات المتحدة.

## وصلات خارجية
- الموقع الرسمي
- تيت ستيفنز على موقع IMDb (الإنجليزية)
- تيت ستيفنز على موقع روتن توميتوز (الإنجليزية)
- تيت ستيفنز على موقع ميوزك برينز (الإنجليزية)